# Choiseul
Choiseul je název ostrova, který je součástí Šalomounova souostroví v severní části stejnojmenného státu Šalomounovy ostrovy. Provincie Choiseul sestává z toho ostrova a dalších menších okolních (mimo jiné Vaghena, Rob Roy a Taro Island). Se svojí rozlohou 2 971 km²  je Choiseul pátý největší šalomounským ostrovem. Počet obyvatel je přibližně 20 tisíc.
Ostrov byl pro Evropany objeven španělskou expedicí, kterou vedli Álvaro de Mendaña, Pedro de Ortega a Pedro Sarmiento de Gamboa v roce 1568 a dostal název San Marcos. O 200 let později ho Louis Antoine de Bougainville přejmenoval na Choiseul na počest francouzského generála a státníka Étienne François de Choiseula. Ostrov byl na konci 19. století - do roku 1899 kolonizován Německem v rámci tzv. Severních Šalomounových ostrovů jako součásti německé Nové Guiney, od toho roku pak byl pod britskou správou. Během 2. světové války byl okupován Japonskem, v jeho blízkosti proběhla bitva u Vella Lavella.